# André Lurquin
Andrè Lurquin (Tournai, 27 agosto 1961) è un ex ciclista su strada e pistard francese, professionista dal 1984 al 1989, fu campione del mondo dei dilettanti nell'inseguimento a squadre, nel 1983..

## Carriera
Ottenne numerosi piazzamenti nelle classiche, tra cui spicca il quarto posto al 1989.
Prese parte sia al Giro d'Italia che al Tour de France, nonché a diverse prove di Coppa del mondo. Si piazzò inoltre decimo alla Tour du Haut Var.
Corse con la lotto, dove fu gregario di Marc Sergeant.
Su pista la sua vittoria più importante fu il campionato del mondo nell'inseguimento a squadre, dove vinse la medaglia d'oro insieme a Eric Vanderaerden, Michel Dernies e Eric Lammers.

## Palmarès
- 1984

Mondiali di ciclismo sul pista, inseguimento individuale

## Piazzamenti

### Grandi giri
- Giro d'Italia

1987: ritirato
- Tour de France

1986: 125º
1986: 52º
1988: 67º

### Classiche monumento
- Milano-Sanremo

1987: ritirato
1988: ritirato
- Parigi-Roubaix

1985: 57º